# Tim Ahearne
Tim Ahearne (eigentlich Timothy Joseph Ahearne; * 18. August 1885 in Athea, County Limerick, heute Irland; † 12. Dezember 1968 ebenda) war ein irischer Leichtathlet, der für das Vereinigte Königreich von Großbritannien und Irland antrat.
Bei den Olympischen Spielen 1908 in London trat er in vier Disziplinen an. Im Standweitsprung und im 110-Meter-Hürdenlauf erreichte er nicht das Finale. Im Weitsprung wurde er Achter mit 6,72 Meter. Den Wettbewerb im Dreisprung gewann er mit 14,92 Meter und 16 Zentimeter Vorsprung auf den zweitplatzierten Garfield MacDonald, einem nach Kanada ausgewanderten Iren.
Tim Ahearne war 1,70 m groß und wog in seiner aktiven Zeit 57 kg. Er wuchs zusammen mit seinem jüngeren Bruder Dan Ahearn in Irland auf. Dan wanderte 1909 in die Vereinigten Staaten aus und strich bei der Einwanderung das e am Schluss seines Namens. Tim folgte seinem Bruder später nach.

## Bestleistungen
- Weitsprung: 7,57 Meter, dieser Sprung lag nur 4 Zentimeter hinter dem Weltrekord von Peter O’Connor.
- Dreisprung: 14,92 Meter, dieser Sprung war der weiteste Sprung nach der Hop-Step-Jump-Technik, die sich aber erst langsam durchsetzte.